# Richard Rokita
Richard Robert Rokita (* 8. Oktober 1894 in Aschersleben; † 5. Oktober 1976 in Rothenburg ob der Tauber) war ein deutscher SS-Untersturmführer und Stellvertreter des Lagerkommandanten des Zwangsarbeitslagers Lemberg-Janowska.

## Leben
Rokita war Berufsmusiker. Von 1914 bis 1918 nahm er am Ersten Weltkrieg teil. Im Jahr 1931 wurde Rokita Mitglied der SA. Zum 1. Mai 1932 trat er der NSDAP (Mitgliedsnummer 1.106.724) und am 5. September 1932 der SS bei (SS-Nummer 53.796). Im Jahr 1941 wurde er Ausbilder von SS-Hilfswachmannschaften in Lager Trawniki. Im Sommer 1942 wurde er zum SS- und Polizeiführer Lemberg versetzt. Danach wurde er als Stellvertreter des Lagerkommandanten im Zwangsarbeitslager Lemberg-Janowska Gustav Willhaus eingesetzt. Von November 1942 bis Juni 1943 war er Lagerführer des Zwangsarbeitslagers Tarnopol. Im Juli 1943 wurde er zum HSSPF im Generalgouvernement versetzt. Anschließend war er Teil der italienischen Waffen-SS-Legion.
Nach dem Krieg lebte er bis 1956 unter falschem Namen und arbeitete als Pförtner. Im Jahr 1960 wurde er festgenommen, aber das Verfahren wurde am 16. Oktober 1963 abgetrennt. Im Jahr 1968 wurde das Verfahren wegen Verhandlungsunfähigkeit eingestellt.